# Chiesa di San Supero a Portiglione
La ex chiesa di San Supero a Portiglione era un edificio religioso situato nel territorio comunale di Scarlino, presso la frazione di Portiglioni, in località San Severo.

## Storia e descrizione
Di origini medievali, la chiesa venne costruita nel luogo in cui si pensa che sia sbarcato San Severo, presso il quale si trovava un'antica fonte miracolosa. Il luogo di culto è citato per la prima volta in un documento datato 1104, anno in cui risultava alle dipendenze dell'Abbazia di San Bartolomeo a Sestinga. L'edificio religioso rimase funzionale almeno per tutto il Duecento, venendo in seguito abbandonato assieme all'abitato in cui sorgeva, a causa probabilmente dell'insabbiamento dell'antico porto che era stato ivi costruito dai Romani in età imperiale. L'abbandono dell'edificio religioso in epoca tardomedioevale fu seguito da un lento ma inesorabile degrado, culminato con la sua definitiva scomparsa.
Della chiesa di San Supero, di cui si erano perse completamente le tracce già in epoca remota, è stato identificato il luogo dell'antica ubicazione, che si trova presso la località di "San Severo", nei pressi di Portiglione. In loco sono stati identificati, infatti, alcuni ruderi riconducibili quasi certamente all'antica fonte presso la quale venne costruito il luogo di culto, di cui però al momento non sono ancora stati identificati gli eventuali resti.